# 福岡県道512号赤間停車場線
福岡県道512号赤間停車場線（ふくおかけんどう512ごう あかまていしゃじょうせん）は、福岡県宗像市を通る一般県道である。

## 概要
JR九州鹿児島本線 赤間駅北口から福岡県道69号宗像玄海線間を結ぶ。
2022年（令和4年）5月13日、経路が赤間駅から赤間駅西交差点を通る経路から赤間駅から赤間駅北口交差点を通る経路に変更された。

### 路線データ
- 起点：福岡県宗像市赤間駅前1丁目（JR九州鹿児島本線 赤間駅北口）
- 終点：福岡県宗像市赤間駅前1丁目（赤間駅北口交差点、福岡県道69号宗像玄海線交点）
- 総延長：81 m[1]

## 歴史
- 1959年（昭和34年）4月1日 - 福岡県告示第232号により、県道赤間停車場線として路線認定される（当時の整理番号は104）[2]。
- 2022年（令和4年）5月13日 - 福岡県告示第441号により、経路が変更され、赤間駅から赤間駅西交差点を通る経路から赤間駅から赤間駅北口交差点間を通る経路に変更となる[1]。

## 地理

### 通過する自治体
- 福岡県
  - 宗像市

### 交差する道路
| 交差する道路           | 交差する場所  | 交差する場所            |
| ---------------------- | ------------- | ----------------------- |
| 福岡県道69号宗像玄海線 | 赤間駅前1丁目 | 赤間駅北口交差点 / 終点 |

### 沿線
- JR九州鹿児島本線 赤間駅